# 제러인트 윈 데이비스

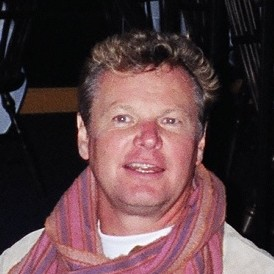

제러인트 윈 데이비스(Geraint Wyn Davies, 1957년 4월 20일 ~ )는 영국의 배우, 영화 감독, 연극 배우, 텔레비전 배우이다.
스완지에서 태어났다.

## 방송
- 리제네시스 시즌4
- 리제네시스 시즌3
- 24 시즌5
- 에어울프

## 영화
- 들개들 (2002년) - 콜린 역
- 아메리칸 싸이코 2 (2002년) - 에릭 다니엘스 역
- 큐브 2 (2002년) - 사이먼 그래디 역
- 로보캅 4 (2000년) - 데이빗 케이딕 역
- 암흑의 질주 (1996년)
- 미스테리 특급 2 (1996년)
- 제3의 눈 (1995년)
- 고스트 맘 (1993년)
- 뱀파이어 캅 (1992년)
- 포에버 나이트 (1989년)
- 바이오닉 소머즈 (1989년)
- 호보 (1979년)